# Ель-Хазм
Ель-Газм (араб. الحزم) — головне місто мухафази Аль-Джавф і округу Аль-Хазм у Ємені. Він розташований на північний захід від міста Маріб і на південний схід від Саади. Наприкінці 1980-х років через Ель-Газм  було побудовано шосе, яке вело до Баракіша та Маїну на південь до Марібу. ОПЕК повідомила, що 11 травня 1987 року Ємен отримав позику в розмірі 5 мільйонів доларів США на будівництво дороги. 
1 березня 2020 року місто було захоплено хуситами під час наступу Аль-Джауф.
У серпні 2022 року сильні дощі спричинили повінь, яка зруйнувала шість будинків і пошкодила ще двадцять.

## Загальна інформація
Розташоване у північно-західній частині країни, приблизно за 170 км на північний схід від Сани. Адміністративний центр мухафази Ель-Джауф.
Є невеликий аеропорт, лікарня і готель. Назва міста часто згадується в публікаціях, пов'язаних з Аль-Каїдою  .

## Населення
За даними на 2013 рік чисельність населення міста становила 16 362 особи .
 Динаміка чисельності населення міста по роках: 
| 2004  | 2013  |
| ----- | ----- |
| 13553 | 16362 |

## Клімат
В Ель-Хазмі дуже жаркий та сухий клімат. Найбільше опадів випадає взимку. Класифікація клімату Кеппена-Гейгера - Bwh. Середньорічна температура в Ель-Хазмі становить 22,8 °C (73,0 °F). Щорічно випадає тут близько 92 мм (3,62 дюйма) опадів.